# Turi Pandolfini
Turi Pandolfini, all'anagrafe Salvatore Pandolfino (Catania, 4 novembre 1883 – Catania, 6 marzo 1962), è stato un attore italiano.
Nipote di Angelo Musco, figlio della sorella Anna e di Giuseppe Pandolfino, lavorò a lungo nella sua compagnia teatrale.

## Biografia

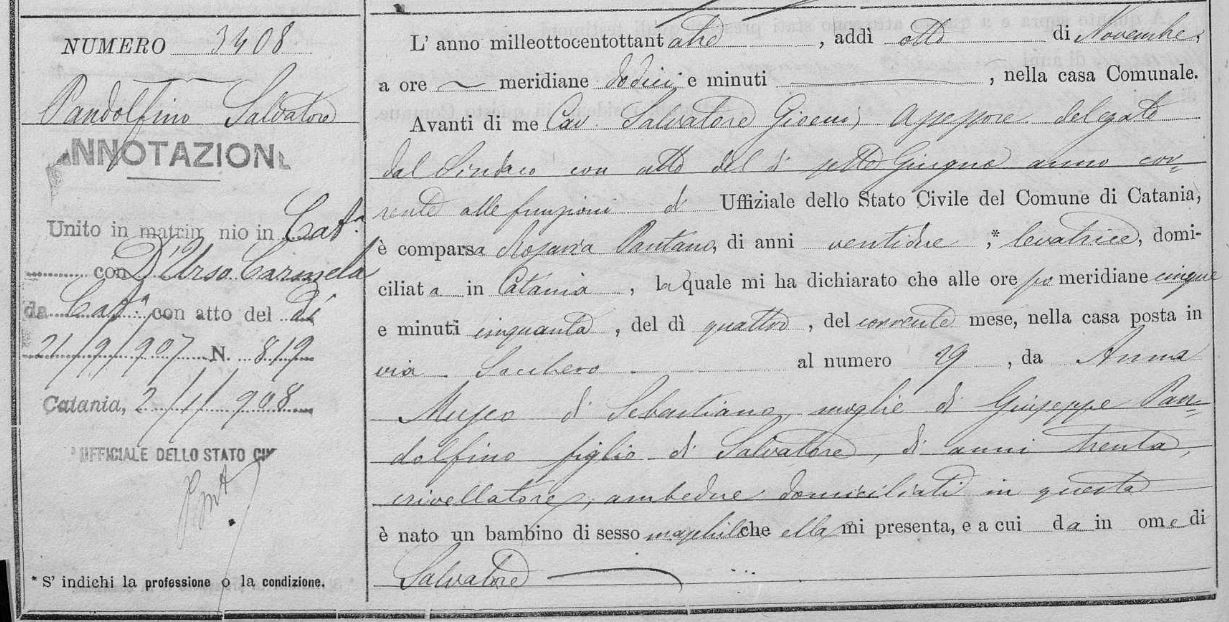
Atto di nascita

Negli anni venti fu attore di rilievo nella compagnia di Luigi Pirandello. Dagli anni trenta agli anni cinquanta lavorò in una cinquantina di film in cui interpretava ruoli di anziani brontoloni e collerici, aiutato dalle caratteristiche fisiche e dall'accento catanese.
Tra i suoi film sono da citare 1860 (1934), Anni facili (1953), Un giorno in pretura (1954), Accadde al penitenziario (1954), l'episodio La giara in Questa è la vita (1954), Racconti romani (1955), Mi permette, babbo! (1956), Arrivano i dollari! (1956). 
Morì a 78 anni; la sua salma riposa al cimitero monumentale di Catania.

## Filmografia

Virna Lisi e Turi Pandolfini in Luna nova (1955)

- San Giovanni decollato, regia di Telemaco Ruggeri (1917)
- Paradiso, regia di Guido Brignone (1932)
- La vecchia signora, regia di Amleto Palermi (1932)
- La voce lontana, regia di Guido Brignone (1933)
- Tenebre, regia di Guido Brignone (1934)
- 1860, regia di Alessandro Blasetti (1934)
- L'albergo della felicità, regia di Giuseppe Vittorio Sampieri (1935)
- Il marchese di Ruvolito, regia di Raffaello Matarazzo (1939)
- Sempre più difficile, regia di Piero Ballerini e Renato Angiolillo (1942)
- In nome della legge, regia di Pietro Germi (1949)
- Gli inesorabili, regia di Camillo Mastrocinque (1950)
- Altri tempi, epis. Il processo di Frine, regia di Alessandro Blasetti (1952)
- Processo alla città, regia di Luigi Zampa (1952)
- Legione straniera, regia di Basilio Franchina (1952)
- Condannatelo!, regia di Luigi Capuano (1953)
- Noi peccatori, regia di Guido Brignone (1953)
- Siamo tutti inquilini, regia di Mario Mattoli (1953)
- Il sole negli occhi, regia di Antonio Pietrangeli (1953)
- Giuseppe Verdi, regia di Raffaello Matarazzo (1953)
- La domenica della buona gente, regia di Anton Giulio Majano (1953)
- Anni facili, regia di Luigi Zampa (1953)
- Terza liceo, regia di Luciano Emmer (1954)
- Un giorno in pretura, regia di Steno (1954)
- Garibaldina, episodio di Cento anni d'amore, regia di Lionello De Felice (1954)
- La schiava del peccato, regia di Raffaello Matarazzo (1954)
- Questa è la vita, regia di Giorgio Pàstina (1954)
- Tempi nostri - Zibaldone n. 2, regia di Alessandro Blasetti (1954)
- Accadde al commissariato, regia di Giorgio Simonelli (1954)
- I tre ladri, regia di Lionello De Felice (1954)
- L'arte di arrangiarsi, regia di Luigi Zampa (1954)
- Scuola elementare, regia di Alberto Lattuada (1954)
- La moglie è uguale per tutti, regia di Giorgio Simonelli (1955)
- Luna nova, regia di Luigi Capuano (1955)
- Le signorine dello 04, regia di Gianni Franciolini (1955)
- Bella non piangere!, regia di David Carbonari (1955)
- Buonanotte... avvocato!, regia di Giorgio Bianchi (1955)
- I pinguini ci guardano, regia di Guido Leoni (1955)
- Bravissimo, regia di Luigi Filippo D'Amico (1955)
- Accadde al penitenziario, regia di Giorgio Bianchi (1955)
- Racconti romani, regia di Gianni Franciolini (1955)
- Una pelliccia di visone, regia di Glauco Pellegrini (1955)
- Mi permette, babbo!, regia di Mario Bonnard (1955)
- I calunniatori, regia di Franco Cirino (1955)
- Lazzarella, regia di Carlo Ludovico Bragaglia (1957)
- Arrivano i dollari!, regia di Mario Costa (1957)
- Gambe d'oro, regia di Turi Vasile (1958)
- 3 straniere a Roma, regia di Claudio Gora (1958)
- Arriva la banda, regia di Tanio Boccia (1959)
- Urlatori alla sbarra, regia di Lucio Fulci (1960)